# Sang Xue
Dans ce nom chinois, le nom de famille, Sang, précède le nom personnel.
Sang Xue (en chinois : 桑雪), née le 17 février 1984 à Tianjin, est une plongeuse chinoise.

## Carrière
Sang Xue devient championne olympique du plongeon synchronisé à 10 m avec sa compatriote Li Na aux Jeux olympiques d'été en 2000 à Sydney. Elle se classe quatrième du plongeon à 10 m lors de ces mêmes Jeux. Elle remporte ensuite le titre mondial au plongeon synchronisé à 10 m aux Championnats du monde 2001 avec Duan Qing.

## Palmarès

### Jeux olympiques
- Jeux olympiques de 2000 à Sydney (Australie) :
  -  Médaille d'or au plongeon synchronisé à 10 m (avec Li Na).

### Championnats du monde
- Championnats du monde 2001 à Fukuoka (Japon) :
  -  Médaille d'argent au plongeon synchronisé à 10 m (avec Duan Qing).